# San Girolamo leggente nel deserto
San Girolamo leggente nel deserto è un dipinto olio su tavola (49x39 cm) di Giovanni Bellini, realizzato nel 1505 e conservato nella National Gallery of Art di Washington.

## Storia
Il dipinto presenta in basso, sulla prima pietra a sinistra, una firma abrasa e poco chiara S. MCCCCCV, forse "[Johannes Bellinu]s. 1505". Questa data, che il restauro ha confermato come autentica, pone non pochi problemi agli studiosi, perché lo stile generale dell'opera si riallaccia ai modi non più tardi del 1490, mentre col secolo nuovo la pittura di Bellini si era ormai orientata verso una diversa compenetrazione tra figure e paesaggio, influenzata da Giorgione.
Tra le soluzioni proposte a questo enigma ci sono quelle di un'opera di collaborazione, terminata da un aiuto di bottega con uno stile un po' compassato, oppure l'ipotesi di una tavola lasciata a lungo incompleta e terminata solo in un momento successivo.

## Descrizione e stile
L'opera riprende una composizione pressoché analoga databile al 1480 circa del San Girolamo Contini Bonacossi oggi agli Uffizi. Il santo è raffigurato nel deserto, vestito dei poveri stracci da eremita, mentre è dedito alla lettura, un richiamo al suo lavoro di studio per la traduzione della Vulgata. Tra rocce spigolose, piante ed animali descritti con amorevole cura (lepri, una lucertola, uno scoiattolo), un arco si apre rivelando un dolce paesaggio, punteggiato da rovine antiche (un ponte, una serie di archi) e una città murata in lontananza. Oltre uno scorcio marino si vede un'altra città, magari su un'isola o una penisola. La tavola è densa di metafore religiose ritratte con grande cura (il fico, l'albero secco, le rocce sbriciolate...). Manca però quella fusione atmosferica che si trova negli sfondi dipinti dal pittore dopo il 1500.
Un intervento di bottega è ravvisabile in qualche brano del paesaggio che appare più rigido e schematico, come una parte delle rovine in alto a sinistra.